# 全語言教育
全語言教育（Whole language approach）是一個從1990年代開始興起的語言教學方法。全語言教育的教育目的在改進語文教學。雖然全語文教學的運動，在北美可以視為是對字母拼讀法（phonics）教學的反思。但當全語文概念傳入中文的語文教學時，其內涵及意義上都有一定程度的改變。
過去的溝通式教學法（Communicative approach），把語言的學習分為“聽”、“說”、“讀”、“寫”四個範疇。根據全語言的理念，教導語言時，不該將語言分割成不同的技能，然後分別教授，而應該將語言視為是一個整體的溝通系統，讓學習者能夠透過親身的經驗來學習。
全語言語文教學包括以下各個部份：
- 课堂阅读环境：多鼓勵學生閱讀，從而改善學生的閱讀及寫作水平。
- 分享閱讀：老師或家長在課室內读故事给学生听，並鼓勵学生一起參與閱讀
- 處理個別差異：根據個別學生而定的教學方法
- 独立阅读：讓學生能一個人靜靜的獨個兒閱讀，而不用其他人伴讀。
- 鼓勵寫作：讓学生当作者，多多參與各種各樣的寫作活動，從而幫助學生把閱讀時積累的語文技巧內化、融匯入自己的文筆內。
- 把語文技巧融入各學科的課程內
- 鼓勵家長多多参与

## 英語的全語文
在英語教學中通常會跟字母拼讀法一起被討論，視為兩個相異的教學方式。
在英語的教學上，全語言的理念鼓勵兒童去猜測發音，而非著重在教導學生見字發音的能力，或是記憶單字的能力。全語言運動中，一篇重要的論文標題即是「閱讀是心理語言學的猜想遊戲．」(Goodman, 1967) 
對於全語言教育的批評都是集中在它比傳統的字母拼讀法少了點效率．支持者則說它已經包含了字母拼讀法。
香港英語教育從1990年代中期開始，放棄使用傳意教育，而採用全語言教育。然而，學校由於各種資源及師資培訓的原因，一直都未能有效實施。當中最主要的原因，指學生在學習語文的過程中不能脫離課室，從而使習得的語言變成一種死的語言。2005年度開始，香港的小學除了採用全語言教育以外，亦需要在課堂上學習字母拼讀法。此外，教統局亦加強對在職內容的協作，並增加探訪外籍英語教師的次數，以及提供在教材製作方面更多的支援，希望改善困境。

## 中文的全語文
全語言教育在中文的對應，就好像教授學生漢字之時，只需要他們認識每一個漢字，而無需讓他們學習字的架構、聲符之類的額外資料。

## 外部連結
- Whole Language in an Elementary School Library Media Center. ERIC Digest.（页面存档备份，存于）

## 參看
- 閱讀輔助（英语：reading recovery）